# 慈願寺 (八尾市)

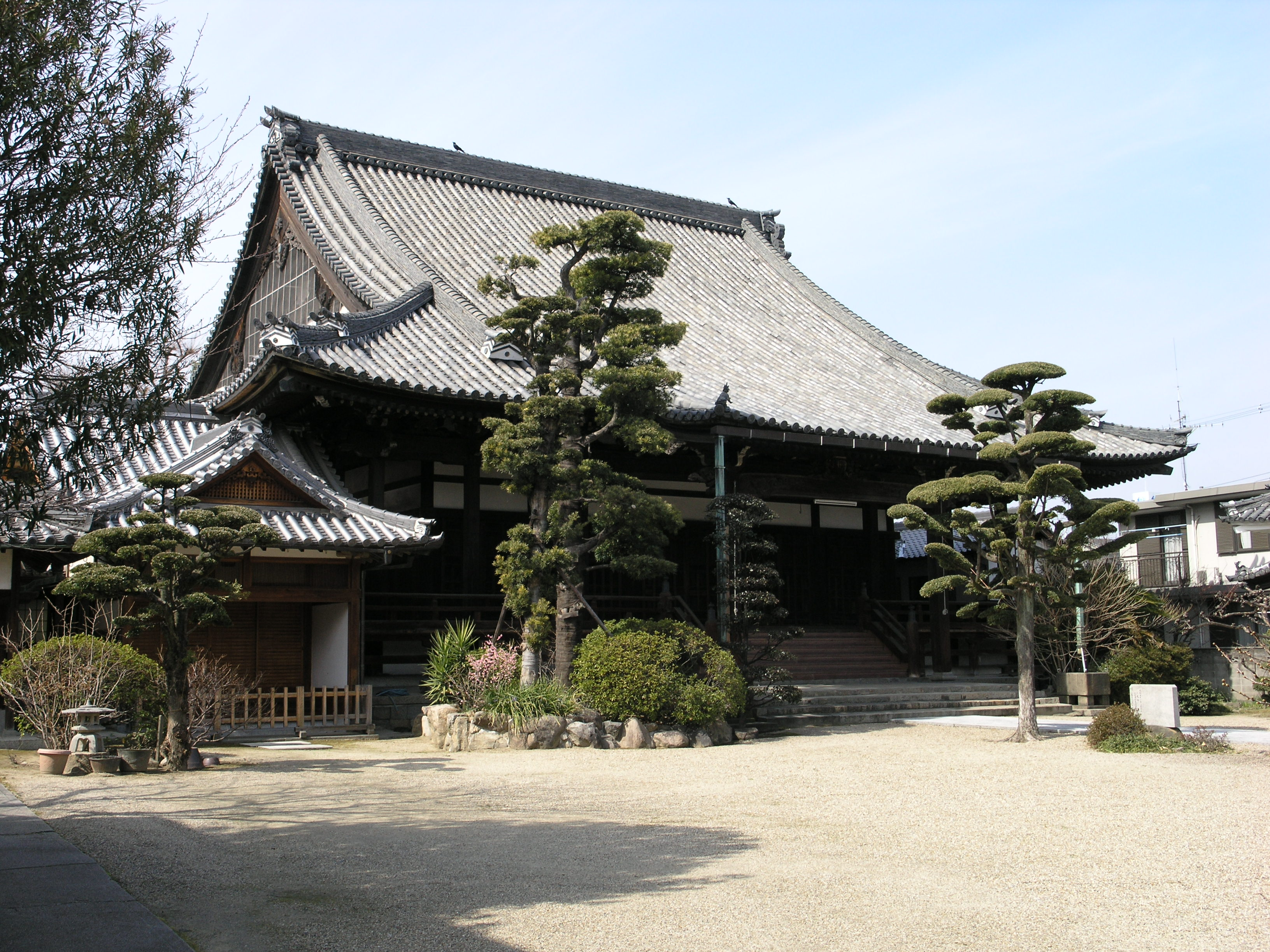
本堂

慈願寺（じがんじ）は、大阪府八尾市にある真宗大谷派の寺院。山号は福井山。本尊は阿弥陀如来。

## 歴史
那須資村は、親鸞が東国を布教している時に親鸞に帰依して信願房法心と号した。後に二十四輩のひとりに数えられる法心は、下野国那須郡志賀崎に念仏道場を開きこれを慈願寺と名付けた。その後、法心は親鸞とともに上洛して終始親鸞に仕えた。親鸞の死後、親鸞の遺命を受けて弘安3年（1280年）に河内国渋川郡久宝寺村に再び慈願寺という名の寺が建立されたこれが当寺である。
文明2年（1470年）に蓮如が河内国久宝寺村にて布教活動を開始すると、当寺を中心として久宝寺寺内町が形成されて行く。しかし、明応年間（1492年 - 1501年）に蓮如は当寺の住職であった法円の協力を得て、久宝寺村に新たに西証寺（現・顕証寺、久宝寺御坊）を建立した。そのため、以降は久宝寺寺内町の中心は顕証寺に移ってしまい、慈願寺は顕証寺の世話寺として貢献することとなった。
天正8年（1580年）、石山合戦の講和に際して当寺は教如の抗戦派に与し、顕如の講和派に与した顕証寺と対立する。それにより、慶長7年（1602年）に本願寺が東西に分裂した際には当寺は大谷派に属し、本願寺派に属した顕証寺との関係がさらに悪化してしまう。
慶長11年（1606年）11月に久宝寺村を支配する顕証寺および安井氏に対抗するため、当寺は久宝寺村の慈願寺を破却して森本行誓ら17人衆とともに久宝寺村を出た。移転先は大和川（現・長瀬川）東岸の若江郡八尾（現・八尾市の中心部）であるが、当時はまだ荒地であった。
慶長12年（1607年）3月に教如によって八尾に大信寺（八尾御坊）が建立されると、当寺は東本願寺の院家として八尾御坊の役寺を務めた。また、八尾に移転してきた集落は若江郡寺内村と称するようになった。この移転集落が後に八尾寺内町となる。
万治3年（1660年）に大信寺が現在地に移転した際には、当寺も大信寺の南隣に移転している。
文化11年（1814年）に本堂が焼失するが、文化14年（1817年）に再建されている。
2006年（平成18年）に本堂、山門など境内の建築物が国の登録有形文化財に登録された。

## 境内
- 本堂（国登録有形文化財） - 文化14年（1817年）再建[4]。
- 庫裏
- 経蔵（国登録有形文化財） - 1876年（明治9年）再建[4]。
- 鐘楼（国登録有形文化財） - 1900年（明治33年）再建[4]。
- 手水屋（国登録有形文化財） - 寛文年間（1661年 - 1673年）再建[4]。
- 太鼓楼（国登録有形文化財）
- 脇門（国登録有形文化財） - 明治時代初期（1868年から1911年）再建[4]。
- 築地塀（国登録有形文化財）
- 山門（国登録有形文化財） - 表門。安政3年（1856年）再建[4]。

## 文化財

### 国登録有形文化財
- 慈願寺 7件
  - 本堂
  - 手水屋
  - 太鼓楼
  - 経蔵
  - 鐘楼
  - 表門及び築地塀
  - 脇門及び築地塀

### 八尾市指定有形文化財
- 慈願寺所蔵絵画資料 一括（19点）
- 慈願寺所蔵絵画資料 追加指定（5点）
- 慈願寺文書 2巻8冊5通9幅
- 慈願寺所蔵書跡資料 4点

## 行事
お逮夜市（おたいやいち）
毎月11日と27日に旧八尾寺内町一帯で開かれる露店市。27日は親鸞のお逮夜であるが、11日は信願房法心のお逮夜という説がある。

## 所在地
- 大阪府八尾市本町3丁目5-5

## アクセス
- 近鉄大阪線 八尾駅より徒歩約10分